# Hydroeciodes auripurpura
Hydroeciodes auripurpura är en fjärilsart som beskrevs av Blanchard 1968. Hydroeciodes auripurpura ingår i släktet Hydroeciodes och familjen nattflyn. Inga underarter finns listade i Catalogue of Life.